# Конфедеративний сейм
Конфедеративний сейм (лат. sub vinculo confoederationis) — специфічний спосіб організації роботи сейму в Речі Посполитій.
В середині XVII століття на практиці почав застосовуватися принцип liberum veto, який дозволяв навіть одному депутату зупинити роботу сейму та визнавати прийняті сеймом постанови недійсними. З часом кількість перерваних сеймових засідань зросла, що призвело до паралічу законодавчої влади та законодавчого процесу в Речі Посполитій.
У XVІII столітті реформатори устрою Речі Посполитої, намагаючись запобігти розриву сеймів, вирішили використати принципи конфедерацій (спілки шляхти чи війська, укладені для захисту власних інтересів), де на конфедеративних сеймиках приймалися рішення більшістю голосів і одностайність була не потрібна. Так створювався конфедеративний сейм — депутати засновували конфедерації (одну для Корони, другу для Великого князівства), кожна з них обирала свого маршалка, а сейм радився «під конфедеративною заставою». На такому сеймі рішення приймалися більшістю голосів.
Найвідомішими конфедеративними сеймиками були Конвокаційний (1764), Рєпнінський (1767—1768) та Чотирирічний (1788—1792).